# Isaac Jacob
Isaac Jacob (ur. 25 października 1973) – nigeryjski zapaśnik walczący w stylu wolnym. Olimpijczyk z Atlanty 1996, gdzie zajął dziewiąte miejsce w kategorii 48 kg.
Mistrz igrzysk afrykańskich w 1995 i 2003. Medalista mistrzostw Afryki w latach 1993 - 2000. Triumfator igrzysk wspólnoty narodów w 1994, a czwarty w 2002. Trzeci na mistrzostwach Wspólnoty Narodów w 1993 roku.